# 卡林加體育場
卡林加體育場是一座位於印度奧里薩邦布巴內什瓦爾的綜合體育場。1987年由Biju Patnaik奠基石，它有田徑、足球、曲棍球、籃球、網球、桌球和游泳設施。體育場的其他設施還包括8道的合成田徑跑道、一座體育旅館、一座體育館和印度首個新建的奧運標準粉色和藍色曲棍球場。2014年男子曲棍球冠軍盃、2017年亞洲田徑錦標賽和2018年世界盃男子曲棍球賽都於此舉行。